# 联合国安全理事会第1746号决议
联合国安理会1746号决议是联合国安全理事会于2007年3月23日在第5645次会议上一致通过的一项决议。该决议决定将联合国阿富汗援助团的任务期限再一次延长至2008年3月23日，欢迎欧洲联盟为维持阿富汗治安、加强法治和查禁毒品而设立一个阿富汗特派团，呼吁阿富汗政府打击腐败，并对阿富汗境内的鸦片问题表示关切。该决议请联合国秘书长每六个月向安理会报告一次阿富汗的情况。